# Simone Asselborn-Bintz

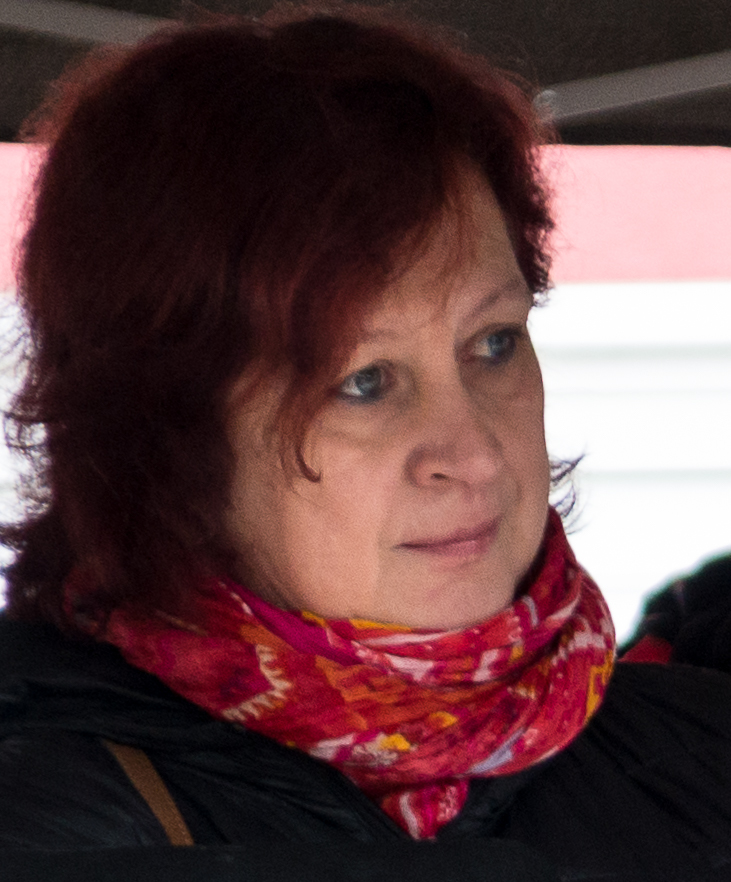
Simone Asselborn-Bintz (2015)

Simone Asselborn-Bintz (geboren am 24. Januar 1966 in Esch an der Alzette) ist eine luxemburgische Politikerin der LSAP. Sie war ab Mitte April 2018 für rund ein halbes Jahr Abgeordnete in der Abgeordnetenkammer und ist es seit Januar 2020 erneut.

## Familie
Asselborn-Bintz stammt aus einem sozialdemokratisch geprägten Elternhaus: ihre Mutter Micky Bintz-Erpelding, eine Moderatorin beim Rundfunksender RTL, war ab 1981 für die LSAP knapp 20 Jahre lang Mitglied des Stadtrates von Esch. Die gelernte Erzieherin ist verheiratet, hat zwei Söhne, und lebt in Beles, einem Ortsteil von Sassenheim. Zum Außenminister des Landes, Jean Asselborn, bestehen keine familiären Verbindungen.

## Politik
Asselborn-Bintz ist seit 2002 Mitglied der LSAP. 2005 wurde sie in den Gemeinderat von Sassenheim gewählt, seit 2011 ist sie dort Schöffin. Bei der Kammerwahl 2013 kandidierte sie im Wahlkreis Süd, landete auf dem elften Platz und verfehlte dabei den Einzug ins Parlament um ganze sechs Stimmen. Nachdem sich der vor ihr liegende Roger Negri aus der aktiven Politik zurückgezogen und auch sein Parlamentsmandat niedergelegt hatte, konnte sie zum 17. April 2018 dessen Abgeordnetensitz übernehmen. Als Schwerpunkt ihrer politischen Arbeit nannte sie die Familien-, Sozial- und Kulturpolitik.
Das halbe Jahr, das ihr in der Kammer verblieb, konnte sie nur wenig zur Profilierung nutzen: Bei der Wahl im Oktober 2018 verbesserte sie sich zwar um einen Platz auf Rang zehn, da aber zugleich ihre Partei im Wahlkreis ein Mandat weniger erringen konnte, schied sie mit Ablauf der Legislaturperiode aus der Kammer aus. Als erste Nachrückerin in ihrem Wahlkreis kehrte sie am 21. Januar 2020 in die Kammer zurück, da der vor ihr platzierte Alex Bodry sein Mandat aufgab, um in den Staatsrat zu wechseln. In der LSAP ist sie die Vorsitzende des Parteibezirks Süd.
Am 8. Oktober 2023 wurde Asselborn-Bintz  bei der Kammerwahl 2023 nicht in die Abgeordnetenkammer gewählt.